# جوایز انجمن منتقدان فیلم سیاتل ۲۰۲۳
جوایز انجمن منتقدان فیلم سیاتل ۲۰۲۳ (انگلیسی: 2023 Seattle Film Critics Society Awards)، در ۸ ژانویه ۲۰۲۴ اعلام شد.

## برندگان و نامزدها

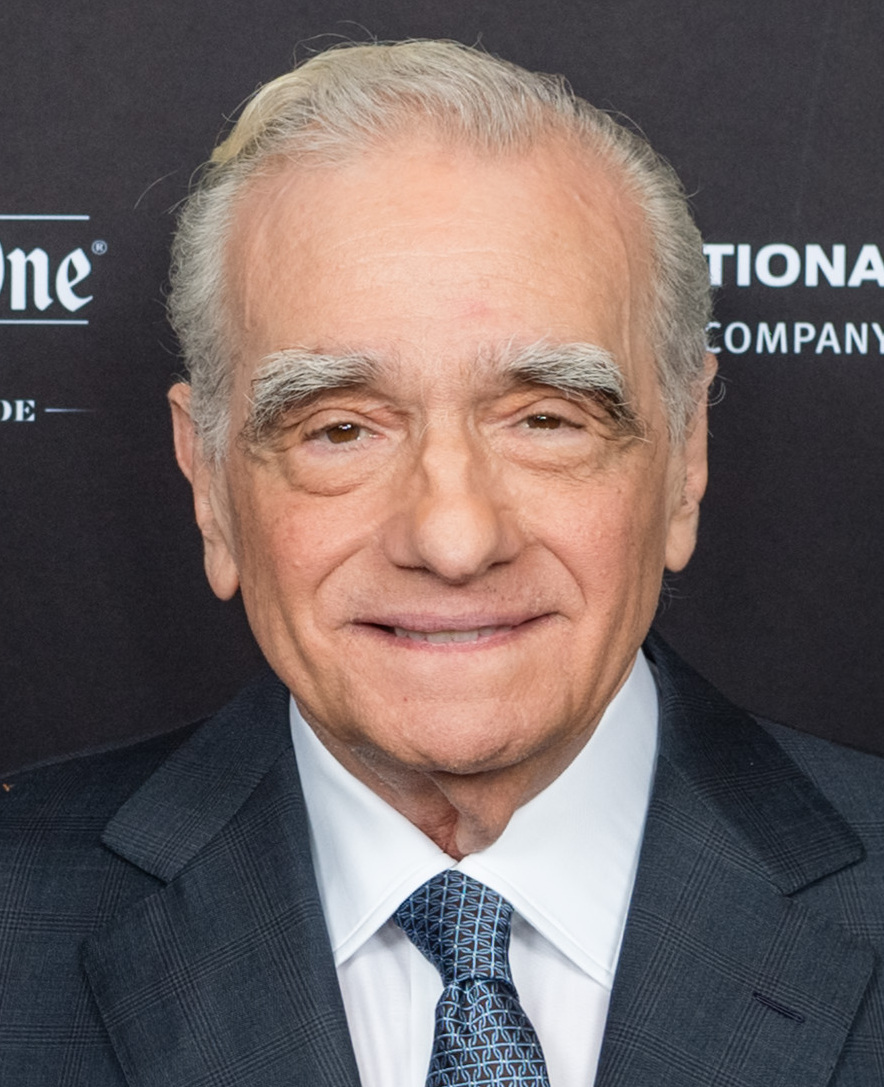
مارتین اسکورسیزی، برنده بهترین کارگردانی

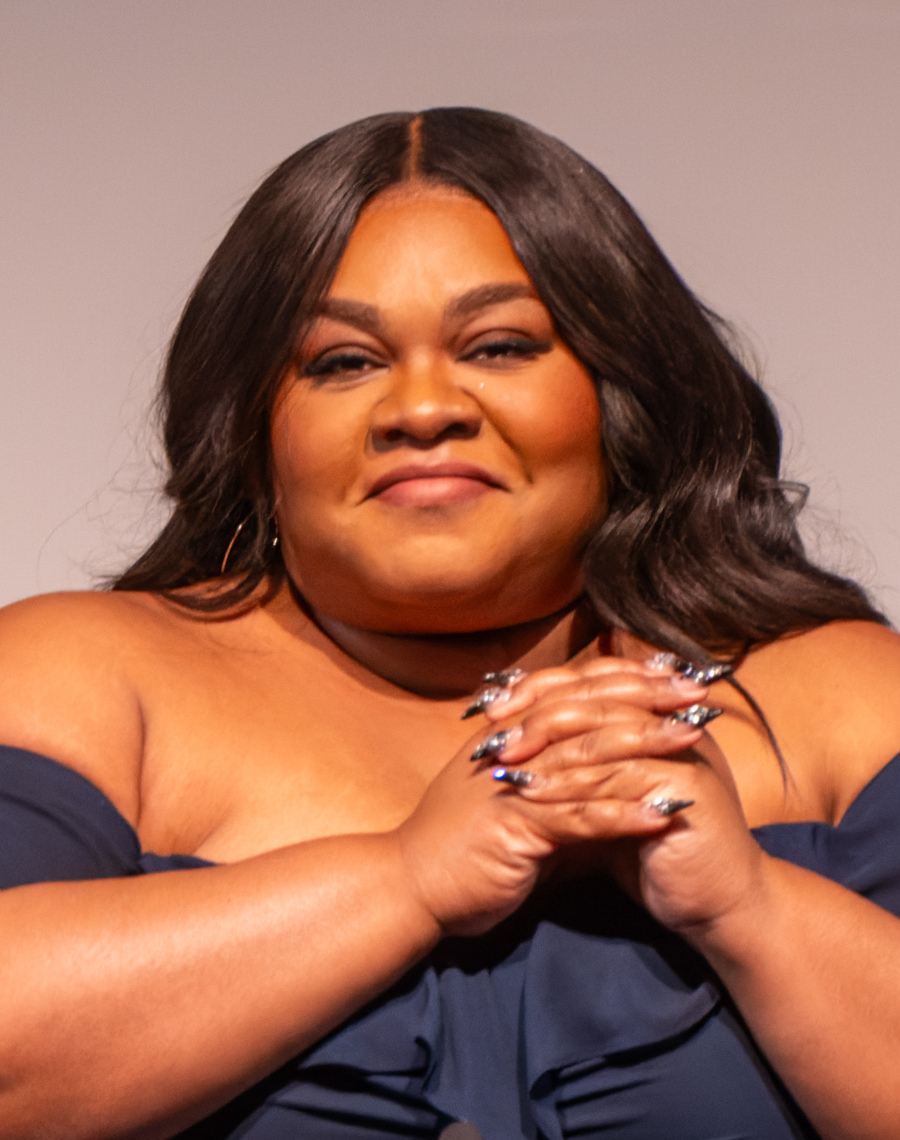
دیواین جوی رندالف، برنده بهترین بازیگر زن نقش مکمل

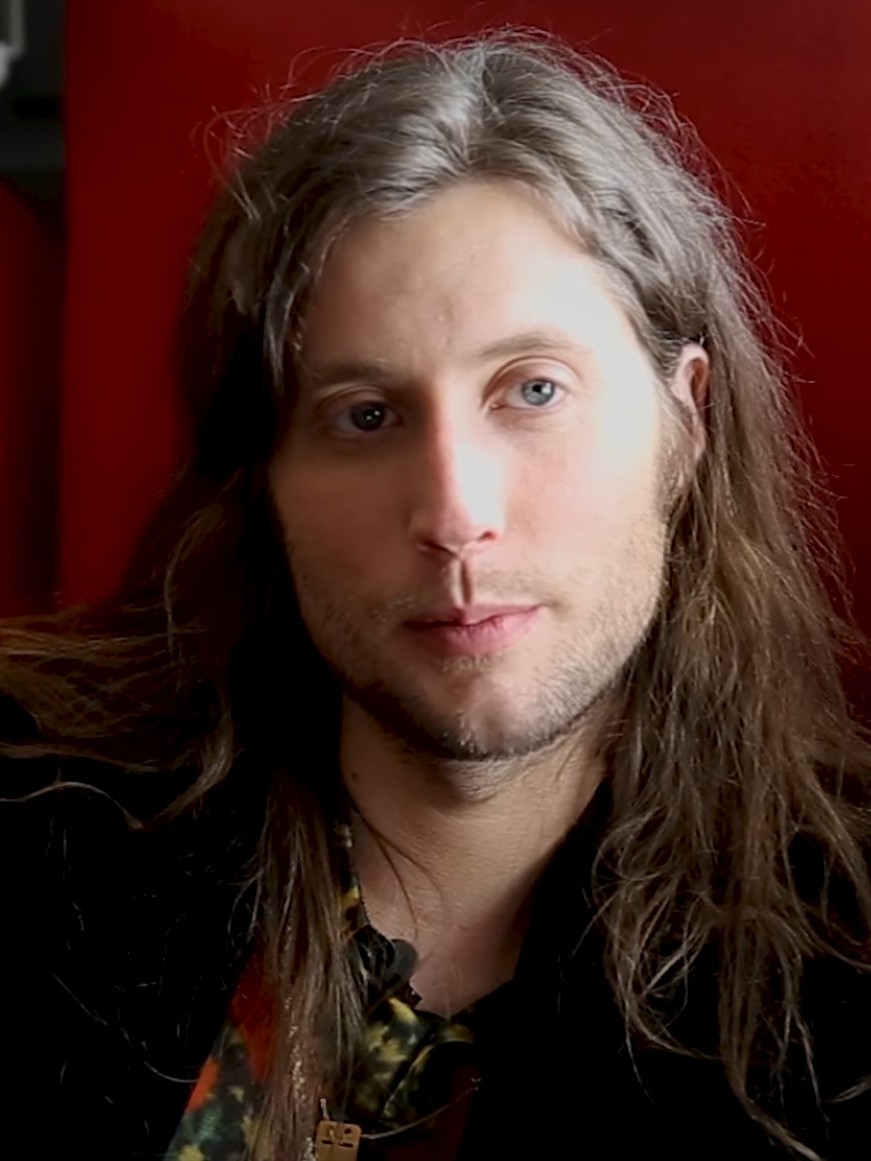
لودویگ گورانسون، برنده بهترین موسیقی متن اصلی

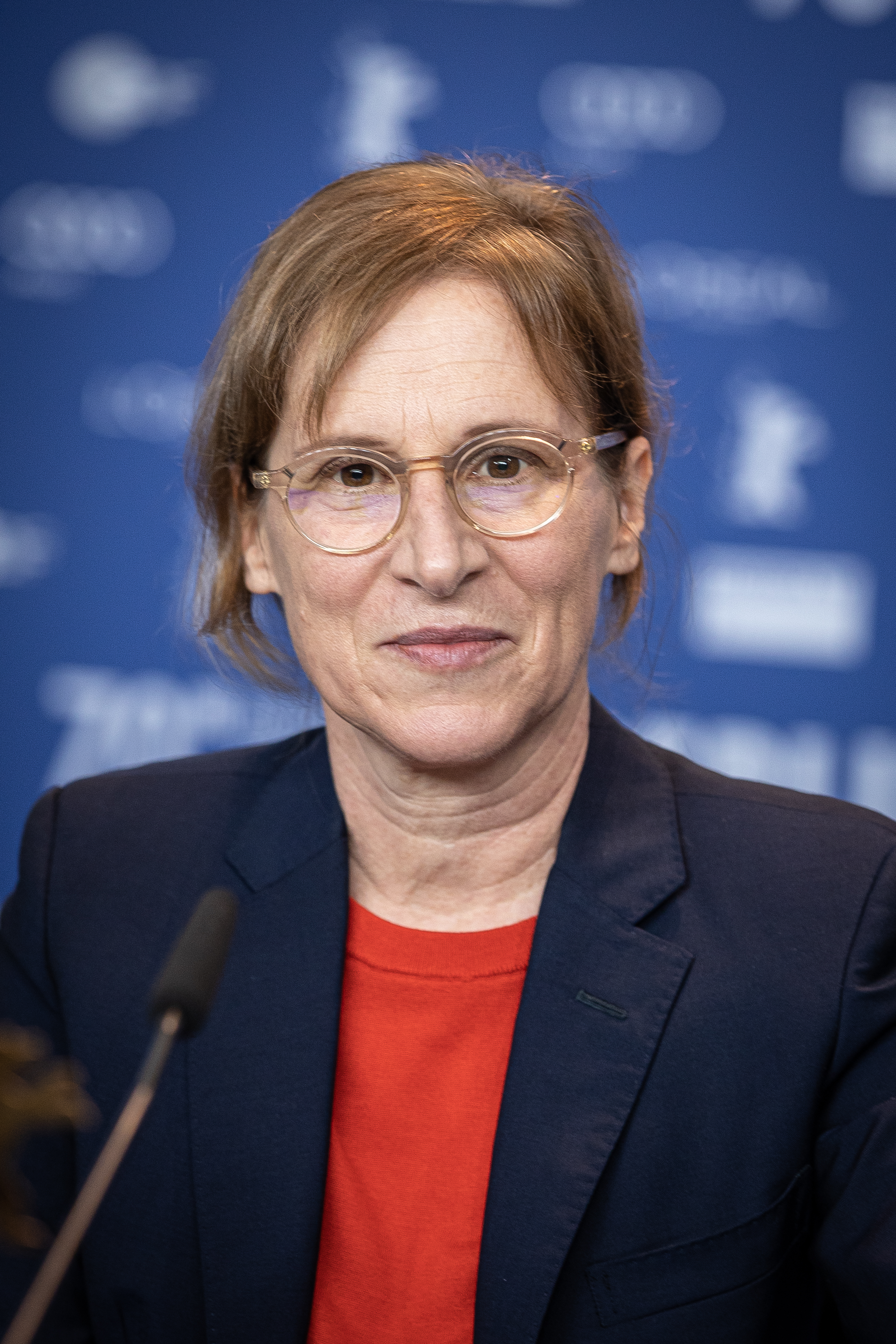
کلی رایکارد، برنده فیلمسازی در شمال غربی اقیانوس آرام

برندگان ابتدا لیست می‌شوند و با «پررنگ» مشخص می‌شوند
| بهترین عکس سال زندگی‌های گذشته (ای۲۴) - "داستان آمریکایی" (آمازون ام‌جی‌ام استودیوز) - باربی (فیلم) (برادران وارنر پیکچرز) - جاماندگان (فوکس فیچرز) - قاتلان ماه گل (اپل تی‌وی پلاس / پارامونت پیکچرز) - می دسامبر (نتفلیکس) - اوپنهایمر (فیلم) (یونیورسال پیکچرز) - بیچارگان (فیلم) (سرچلایت پیکچرز) - مرد عنکبوتی: در میان دنیای عنکبوتی (گروه سینمایی سونی پیکچرز) - منطقه دلخواه (ای۲۴) | بهترین کارگردان مارتین اسکورسیزی – قاتلان ماه گل - گرتا گرویگ – باربی (فیلم) - یورگوس لانتیموس – بیچارگان (فیلم) - کریستوفر نولان – اوپنهایمر (فیلم) - سلین سونگ – زندگی‌های گذشته |
| بهترین بازیگر نقش اول مرد جفری رایت (بازیگر) – داستان آمریکایی در نقش Thelonious "Monk" Ellison - پل جیاماتی – جاماندگان در نقش Paul Dunham - کیلین مورفی – اوپنهایمر (فیلم) به عنوان جی. رابرت اوپنهایمر - اندرو اسکات – همه ما غریبه‌ها در نقش آدم - کوجی یاکوشو – روزهای عالی as Hirayama                                                                                             | بهترین بازیگر نقش اول زن لیلی گلادستون – قاتلان ماه گل به عنوان مولی کایل - زندرا هوله – آناتومی یک سقوط در نقش Sandra Voyter - گرتا لی – زندگی‌های گذشته - مارگو رابی – باربی (فیلم) به عنوان باربی - اما استون – بیچارگان (فیلم) در نقش بلا باکستر |
| بهترین بازیگر نقش مکمل مرد چارلز ملتون (بازیگر) – می دسامبر در نقش جو یو. - استرلینگ کی براون – داستان آمریکایی در نقش کلیفورد "کلیف" الیسون - رابرت دنیرو – قاتلان ماه گل به عنوان ویلیام کینگ هیل - رایان گسلینگ – باربی (فیلم) به عنوان Ken - مارک رافلو – بیچارگان (فیلم) در نقش دانکن ودربرن                                                                                       | بهترین بازیگر زن نقش مکمل دیواین جوی رندالف – جاماندگان در نقش مریم بره - دانیل بروکس – رنگ ارغوانی (فیلم ۲۰۲۳) در نقش سوفیا - پنه‌لوپه کروز – فراری (فیلم ۲۰۲۳) در نقش لورا فراری - زندرا هوله – منطقه دلخواه در نقش هدویگ هوس - ریچل مک‌آدامز – خدایا آن‌جایی؟ منم مارگرت (فیلم) در نقش باربارا سایمون                                                                                           |
| بهترین بازیگران گروه جاماندگان' - استروید سیتی - باربی (فیلم) - قاتلان ماه گل - اوپنهایمر (فیلم) | بهترین رقص اکشن 'جان ویک: بخش ۴' - گودزیلا منهای یک - پنجه آهنی (فیلم) - مأموریت: غیرممکن – روزشمار مرگ - سیسو |
| بهترین فیلمنامه جاماندگان – دیوید همینگسون - "داستان آمریکایی" – کورد جفرسون - می دسامبر – سامی برچ - زندگی‌های گذشته – سلین سونگ - بیچارگان (فیلم) – تونی مک نامارا | بهترین فیلم انیمیشن مرد عنکبوتی: در میان دنیای عنکبوتی' - "پسرک و مرغ ماهی‌خوار" - نیمونا (فیلم) - سوزومه - لاک‌پشت‌های نینجای جهشیافته نوجوان: آشوب جهشیافته |
| بهترین فیلم مستند ۲۰ روز در ماریوپل' - "فراتر از مدینه فاضله" - "حتی جهنم هم قهرمانان خود را دارد" - Menus-Plaisirs – Les Troisgros - "هنوز: فیلم مایکل جی فاکس" | بهترین فیلم بین‌المللی گودزیلا منهای یک' - آناتومی یک سقوط - "پسرک و مرغ ماهی‌خوار" - هیولا (فیلم ۲۰۲۳) - منطقه دلخواه |
| بهترین فیلمبرداری بیچارگان (فیلم) – رابی رایان - آفریننده (فیلم ۲۰۲۳) – گرگ فریزر و Oren Soffer - قاتلان ماه گل – رودریگو پریتو - اوپنهایمر (فیلم) – هویته ون هویتما - منطقه دلخواه – ووکاش ژال | بهترین طراحی لباس باربی (فیلم) – جکلین دورن - قاتلان ماه گل – ژاکلین وست - ناپلئون (فیلم ۲۰۲۳) – جنتی یتس و دیوید کراسمن - بیچارگان (فیلم) – Holly Waddington - پریسیلا (فیلم) – Stacey Battat |
| بهترین تدوین اوپنهایمر (فیلم) – جنیفر لیم - قاتلان ماه گل – تلما شونمیکر - زندگی‌های گذشته – Keith Fraase - بیچارگان (فیلم) – Yorgos Mavropsaridis - مرد عنکبوتی: در میان دنیای عنکبوتی – Michael Andrews | بهترین موسیقی متن اوپنهایمر (فیلم) – لودویگ گورانسون - قاتلان ماه گل – رابی رابرتسون (پس از مرگ) - بیچارگان (فیلم) – جرسکین فندریکس - مرد عنکبوتی: در میان دنیای عنکبوتی – دانیل پمبرتن - منطقه دلخواه – میکاچو |
| بهترین طراحی تولید باربی (فیلم) – سارا گرینوود و کتی اسپنسر - قاتلان ماه گل – جک فیسک - اوپنهایمر (فیلم) – روث دی جونگ و کلر کافمن - بیچارگان (فیلم) – شونا هیث و جیمز پرایس - "وانکا (فیلم)" - ناتان کرولی و لی ساندلز | بهترین جلوه‌های بصری گودزیلا منهای یک – کیوکو شیبویا و تاکاشی یامازاکی - آفریننده (فیلم ۲۰۲۳) – جی کوپر، ایان کاملی، نیل کوربلد، و [[اندرو رابرتز (سرپرست جلوه‌های بصری)\|اندرو رابرتز] ] - نگهبانان کهکشان بخش ۳ – Stéphane Ceretti, Dan Sudick, Alexis Wajsbrot, and Guy Williams - اوپنهایمر (فیلم) – دیو درزویکی، اسکات آر. فیشر، اندرو جکسون و جاکومو مینیو - بیچارگان (فیلم) – Simon Hughes |
| بهترین عملکرد جوانان Milo Machado-Graner – آناتومی یک سقوط در نقش دانیل مالسکی - ایمی دانلد – مگان (فیلم) به عنوان M3GAN - ابی رایدر فورتسون – خدایا آن‌جایی؟ منم مارگرت (فیلم) در نقش مارگارت سایمون - آریانا گرینبلات – باربی (فیلم) در نقش ساشا - Sōya Kurokawa – هیولا (فیلم ۲۰۲۳) در نقش میناتو موگینو                                                                              | شرور سال گودزیلا – گودزیلا منهای یک - گابی بائر – استخر بی‌انتها (فیلم) (به تصویر کشیده شده توسط میا گاث) - M3GAN – مگان (فیلم) (به تصویر کشیده شده توسط جنا دیویس و ایمی دانلد) - پدرسالاری – باربی (فیلم) (همان‌طور که توسط Kens نشان داده شده است) - ویلیام کینگ هیل – قاتلان ماه گل (به تصویر کشیده شده توسط رابرت دنیرو)                                                                     |
| دستاورد در فیلمسازی شمال غرب اقیانوس آرام نمایش (فیلم ۲۰۲۲) – کلی رایکارد - "Dreamin' Wild" - بیل پولاد - "حتی جهنم هم قهرمانان خود را دارد" - کلید پترسن - "Fantasy A Gets a Matress" - دیوید نورمن لوئیس و نوح زولتان صوفیان - "ریچلند" - Irene Lusztig | |